# Bengala Oriental

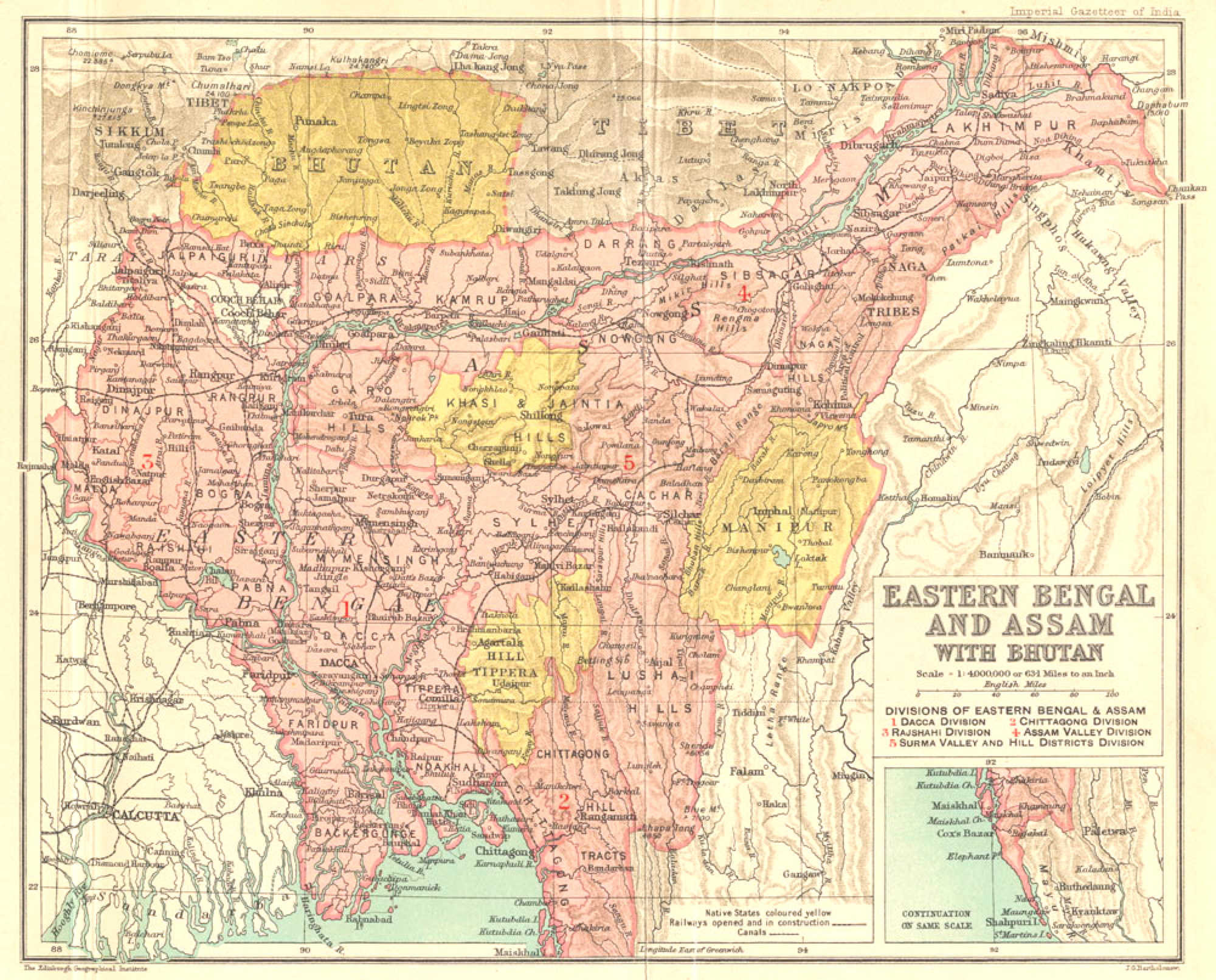
Mapa de Bengala Oriental i Assam, el nom que rebé el territori entre el 1905 i el 1912.

Bengala Oriental fou un territori britànic a l'Índia. El nom s'aplica a la província de Bengala Oriental i Assam (1905-1912) de vegades anomenada només Bengala Oriental; la subprovíncia de Bengala Oriental (1905-1912), la província de Bengala Oriental sota domini britànic (juny a 15 d'agost de 1947) i una de les províncies de Pakistan (1947-1960).
El 16 d'octubre de 1905 les divisions de Dacca, Chittagong i Rajshahi (exclòs el districte de Darjeeling), el districte de Malda, i l'estat de Tripura amb 130.000 km² i 25.000.000 d'habitants, foren separades de la província/presidència de Bengala i unides a la província d'Assam per formar la província de Bengala Oriental i Assam integrada per dos subprovíncies: Bengala Oriental i Assam. Estava formada per les subprovíncies de Bengala Oriental i d'Assam. Era formada per 27 districtes agrupats en cinc divisions: Chittagong, Dacca, Rajshahi, Assam, i Surma Valley & Hill Districts; cada districte era format per subdivisions de les quals n'hi havia 67. Els principals estats feudataris eren Tripura i Manipur.
El 1912 la província de Bengala Oriental i Assam fou reunida altre cop amb la resta de Bengala (vegeu Bengala Occidental (província)) de la que en canvi es van separar Bihar i Orissa (incloent Chota Nagpur) el 1912 i Assam el 1917. Així la província de Bengala, equivalent al que havia estat la subprovíncia de Bengala, del 1854 al 1905, va romandre unida fins al 1947.
Els districtes orientals de Bengala van votar majoritàriament per la seva unió al Pakistan; es va formar un govern provisional de Bengala Oriental (juny de 1947); el districte de Sylhet a Assam que també va votar en el mateix sentit fou incorporat a Bengala Oriental. La independència es va produir el 15 d'agost de 1947, i Bengala Oriental va formar una província de Pakistan; a l'abolició de les províncies reduint el seu nombre a dues, va formar la província de Pakistan Oriental. Aquesta província es va separar de Pakistan el 1971 i va formar la República de Bangladesh.